# Jubbal
 (août 2010).
Si vous disposez d'ouvrages ou d'articles de référence ou si vous connaissez des sites web de qualité traitant du thème abordé ici, merci de compléter l'article en donnant les références utiles à sa vérifiabilité et en les liant à la section « Notes et références ».
Jubbal était un État princier des Indes dirigé par des souverains qui portèrent le titre de "rana" puis de "radjah-rana" et qui subsista jusqu'en 1948, date à laquelle il intégra l'État d'Himachal-Pradesh.

## Liste des ranas puis radjahs-ranas de Jubbal de 1773 à 1948
- 1773-1802 Paras-Chandra (1753-1802)
- 1802-1803 Purana-Chandra (1772-1843)
- 1815-1832 Purana-Chandra (rétabli)
- 1840 Purana-Chandra (ré-rétabli)
- 1840-1877 Kama-Chandra (1835-1877)
- 1877-1898 Padma-Chandra (1862-1898)
- 1898-1910 Gyan-Chandra (1887-1910)
- 1910-1946 Baghat-Chandra (1888-1951), abdiqua
- 1946-1948 Digvijay-Chandra (1913-1966)